# Ladki
Pour plus de détails, voir Fiche technique et Distribution.
Ladki est une comédie romantique du cinéma indien, en hindi, de 1953, produit par M. V. Raman. Il met en vedette Vyjayanthimala, Kishore Kumar, Bharat Bhushan (en) et Anjali Devi. Le film est produit par A. V. Meiyappan (en) avec sa société de production, AVM Productions (en).

## Fiche technique
Sauf indication contraire, les informations mentionnées dans cette section peuvent être confirmées par la base de données cinématographiques IMDb,  présente dans la section « Liens externes ».
- Titre : Ladki
- Réalisation : M. V. Raman
- Scénario : M. V. Raman - Rajendra Krishan (en)
- Production : AVM Productions (en)
- Langue : Hindi
- Genre : Comédie romantique
- Durée : 160 minutes (2 h 40)
- Dates de sorties en salles :
  - Inde : 26 octobre 1951